# Даниил (Сычёв)
Иеромона́х Дании́л (в миру Александр Михайлович Сычёв; 10 августа 1960, посёлок Курджиново, Урупский район, Ставропольский край) — иеромонах Русской православной церкви, старший священник Спасо-Богородицкого Одигитриевского женского монастыря Вяземской епархии. Историк-краевед.
В районных, областных и московских газетах и журналах иеромонахом Даниилом публиковались материалы, посвящённые истории сел, монастырей и храмов России и Смоленщины. Статьи иеромонаха Даниила напечатаны в нескольких светских и церковных энциклопедических изданиях. В изданиях Союза писателей России «Роман-журнал XXI век» и «Новая книга России» опубликованы большие очерки и статьи об адмирале Павле Степановиче Нахимове, событиях Отечественной войны 1812 года, святых и подвижниках Смоленской земли, православии на Ближнем Востоке и Малой Азии.

## Биография
После школы в 1983 году окончил художественно-графический факультет Смоленского государственного педагогического института.
В 1983—1984 годах служил в армии. Потом работал учителем, художником-оформителем в Вязьме, был внештатным корреспондентом районной газеты «Ленинский путь».
В 1990 году, по благословению митрополита Смоленского и Калининградского Кирилла, поступил в возрождаемый Свято-Троицкий Болдинский монастырь, где выполнял различные послушания.
В январе 1992 года был рукоположен митрополитом Кириллом в сан иеродиакона и иеромонаха. В 1993 году пострижен в монашество с наречением имени Даниил в честь преподобного Даниила Переславского. Проходил послушание в Вяземском Иоанно-Предтеченском монастыре и Введенском храме города Вязьмы.
В 1996 году назначен настоятелем прихода Казанского храма села Хмелита Вяземского района. С 1996 по 2000 год — старший научный сотрудник музея-заповедника «Хмелита».
C 2000 года — настоятель прихода Одигитриевского храма села Богородицкое (по совместительству).
С 2002 года — член Союза журналистов Москвы и Творческого Союза художников России.
В 2005 году стал лауреатом премии Союза писателей России — Национальной премии «Имперская культура» имени Эдуарда Володина, по разряду «Душеполезное чтение».
В 2005 году окончил Смоленскую Духовную семинарию.
Проживал в деревне Мартюхи Вяземского района Смоленской области. Постоянный участник конференций в Бородине, Можайске, Больших Вяземах, Малоярославце и других местах.
После выделения 5 мая 2015 года Вяземской епархии из состава Смоленской стал клириком последней.
1 сентября 2015 года назначен руководителем созданного тогда же Отдела по взаимодействию с казачеством Вяземской епархии.
25 апреля 2016 года назначен председателем созданной тогда же епархиальной Комиссии по канонизации святых.
10 апреля 2017 года освобожден от должности руководителя епархиального Отдела по взаимодействию с казачеством
11 октября 2020 года в связи с юбилеем епископом Сергием (Зятьковым) награждён Патриаршей грамотой

## Публикации
отдельные издания
- Вязьма : Очерки истории. — Москва : Б. и., 1996. — 120 с.
- Вязьма : Очерки истории. — Москва : Б. и., 1997. — 79 с.
- Вяземский Иоанно-Предтечев монастырь. — М., 2001. — 24 с
- Смоленская икона Божией Матери «Одигитрия» в Отечественной войне 1812 года. — М., 2002. — 16 с.
- Сирия. Несветское путешествие. — М., 2006. — 62 с.
- Редкая птица. — М., 2008. — 14 с.
- «Царице моя Преблагая». — М., 2009. — 8 с.

статьи
- Старая Смоленская дорога в войне 1812 г. Проблемы сохранения духовного и исторического наследия // Отечественная война 1812 года. Материалы VI международной научной конференции. Бородино, 1998. — С. 169—183.
- Казанский храм села Хмелиты // Смоленские епархиальные ведомости. 1999. — № 3 (24). — С. 58-61
- М. А. Булгаков в Никольской больнице Сычевского уезда // «Московский журнал. История государства Российского» М., 2000. — № 6. — С. 62-63
- Вяземский Предтечев монастырь // «Московский журнал. История государства Российского», М., 2001. — № 8. — С. 53-58.
- Смоленская икона Божией Матери «Одигитрия» в Отечественной войне 1812 года // Смоленские епархиальные ведомости. Смоленск. 2002. — № 1. — С. 24-28.
- «О, Всепетая Мати…». Смоленская икона Божией Матери «Одигитрия» в Отечественной войне 1812 г // «Новая книга России», М., 2003. — № 9. — С. 2-7.
- Монастырь Ставровуни. Православие на Кипре // «Парфенон», М., 2002. — № 1. — С. 18-20.
  - Монастырь Ставровуни на Кипре Архивная копия от 26 октября 2020 на Wayback Machine // Московский журнал. 2002. — № 1
  - Монастырь Ставровуни // «САНДЖЕТ», Русское приложение журнала Кипрских авиалиний, Кипр, Никосия, 2004. — С. 28-32
- Жертва Богу — дух сокрушен… Монашество, духовенство и духовные святыни Смоленского края — память о войне 1812 г // «Новая книга России», № 8, М., 2003. — С. 18-21.
- Вяземское сражение. Октябрь 1812 — история и современность // «Новая книга России», № 11, М., 2003. — С. 10-14
- Православный Кипр. Островные эскизы // «Новая книга России», № 2, М., 2004. — С. 23-29; № 3. — С. 33-37; № 4. — С. 25-29
- Доблестным предкам от благодарных потомков // «Новая книга России», № 5, М., 2004. — С. 33-38; № 6. — С. 34-39
- Нищетою евангельскою богатый. Преподобный Герасим Болдинский // «Новая книга России», № 7, М., 2004. — С. 32-36
- Памятные дороги. По местам, связанным с памятью адмирала П. С. Нахимова на Смоленской земле // «Новая книга России», № 8, М., 2004. — С. 20-26
- Смоленский Троицкий монастырь // Новая книга России. — 2005. — № 1. — С. 12-15
- Хронограф памятных дат и событий в Смоленской епархии 1984—2004 гг // Слово, благодать несущее: 20 лет служения Смоленской земле. Смоленск, 2005. — С. 127—152
- Вяземский имя имя святого Иоанна Предтечи женский монастырь // Православная энциклопедия. — М., 2005. — Т. X : Второзаконие — Георгий. — С. 139-142. — 39 000 экз. — ISBN 5-89572-016-1. (соавторы: Кочетов Д. Б., Спрингис Е. Э.)
- Вяземское викариатство // Православная энциклопедия. — М., 2005. — Т. X : Второзаконие — Георгий. — С. 142-143. — 39 000 экз. — ISBN 5-89572-016-1.
- Гжатское викариатство // Православная энциклопедия. — М., 2006. — Т. XI : Георгий — Гомар. — С. 453-454. — 39 000 экз. — ISBN 5-89572-017-X.
- Жизнь для Отечества. Духовно-исторический портрет адмирала П. С. Нахимова // «Новая книга России», № 1, М., 2006. — С. 16-20; № 2. — С. 41-47; № 5. — С. 53-57
- Адмирал П. С. Нахимов и его время // «Роман-журнал XXI век», № 6, М., 2006. — С. 62-84.
- Достойно приняла венец победный … Святая благоверная княгиня Иулиания Вяземская // Смоленские епархиальные ведомости. — Смоленск. 2006. — № 3. — С. 40-45.
- Любовь земная и небесная. Верность Богу и Отечеству (Из истории рода Лыкошиных) // Сергей Лыкошин. Вера и верность. Памятный сборник. — М., 2007. — С. 266—275, 475—508.
- Верность Богу и Отечеству. Из истории рода Лыкошиных Архивная копия от 26 октября 2020 на Wayback Machine // Дворянские усадьбы Вяземского района. Материалы конференции. — Вязьма, 2009. — С. 373—392
- «Царице моя Преблагая» // «Сторона родная», альманах № 2. — Смоленск, 2008. — С. 21-28.
- Божественная заступница Смоленска. Икона Божией Матери «Одигитрия» в Отечественной войне 1812 года // «Сторона родная», альманах № 3. — Смоленск, 2009. — С. 123—138
- Вяземский Аркадиевский монастырь в архивных документах // Аркадий Вяземский. Материалы I Аркадиевских чтений. — Вязьма, 2010. — C. 97-102.
- Священно-церковно-служители и духовные святыни Смоленской епархии в войне 1812 года // Церковь и общество в России на переломных этапах истории: доклады участников Всероссийской научной исторической конференции в Московской Духовной Академии 12-13 октября 2012 года. — Сергиев Посад : Московская Духовная Академия, 2014. — 332 с. — С. 190—198
- Жизнеописание иеромонаха Аникиты — князя Сергея Александровича Ширинского-Шихматова Архивная копия от 26 октября 2020 на Wayback Machine // Монастырский вестник: сайт, 8 января 2016
- Арсений (Брянцев), архиепископ Харьковский и Ахтырский Архивная копия от 24 сентября 2020 на Wayback Machine // vyazmaeparh.ru, 11.05.2018
- Святейший Патриарх Филарет (Романов) и его участие в событиях 1610—1619 годов Архивная копия от 26 октября 2020 на Wayback Machine // stroimmonastir.ru, 28 июля 2018
- Архимандрит Валериан (Ключарев) Архивная копия от 11 августа 2020 на Wayback Machine // vyazmaeparh.ru, 25.07.2019
- Владыка Павел Троицкий // vyazmaeparh.ru, 02.12.2019
- Преподобномученик Владимир (Волков) Архивная копия от 26 октября 2020 на Wayback Machine // vyazmaeparh.ru, 24.01.2020
- Священноисповедник Владимир Хираско, пресвитер Архивная копия от 26 октября 2020 на Wayback Machine // vyazmaeparh.ru, 24.01.2020
- Епископ Иоанн (Жданов) Архивная копия от 27 октября 2020 на Wayback Machine // vyazmaeparh.ru, 27.01.2020
- Мученик Иоанн Попов Архивная копия от 26 октября 2020 на Wayback Machine // vyazmaeparh.ru, 07.02.2020
- Владимир (Горьковский), епископ Ульяновский и Мелекесский Архивная копия от 26 октября 2020 на Wayback Machine // vyazmaeparh.ru, 18.02.2020
- Преподобномученица Александра (Самойлова) Архивная копия от 26 октября 2020 на Wayback Machine // vyazmaeparh.ru, 22.03.2020
- Преподобный Ефрем Новоторжский Архивная копия от 24 октября 2020 на Wayback Machine // vyazmaeparh.ru, 24.06.2020
- Епископ Нестор (Метаниев) Архивная копия от 30 октября 2020 на Wayback Machine // vyazmaeparh.ru, 05.08.2020
- Священномученик Василий Протопопов Архивная копия от 26 октября 2020 на Wayback Machine // vyazmaeparh.ru, 08.07.2020
- Село Пигулино (Ахтырка) Архивная копия от 25 октября 2020 на Wayback Machine // vyazmaeparh.ru, 15.07.2020
- Архиепископ Тимофей (Кетлеров) Архивная копия от 27 октября 2020 на Wayback Machine // vyazmaeparh.ru, 05.08.2020
- Святитель Питирим, епископ Тамбовский Архивная копия от 26 октября 2020 на Wayback Machine // vyazmaeparh.ru, 09.08.2020
- Праведный Алексий Медведков. Почитание Архивная копия от 26 октября 2020 на Wayback Machine // vyazmaeparh.ru, 21.08.2020